# Hastighetsrekord vid telegrafimottagning
Hastighetsrekord vid telegrafimottagning sattes 1939 av Ted McElroy med 75,1 ord per minut (WPM) i en hörmottagning i USA.

## Att mäta hastighet vid telegrafimottagning
Det finns flera faktorer som inte är helt klara gällande rekordet från 1939:
- Hur många tecken ansågs utgöra ett ord: 4 eller 5? De första tävlingarna gjordes med 4-ställiga ord, och vissa uppgifter gör gällande att hastighetskalibreringen av den sändare som användes vid rekordförsöket, hade gjorts med ordet WORD som referens. Om en 4-ställig referens såsom WORD antas, motsvarar det 75,1 WPM eller 300,4 tecken per minut. Om istället 5-ställiga PARIS används som referens motsvarar det 375,5 tecken per minut, alltså väsentligt mycket mer.
- Användes American Morse eller Continental Morse vid försöket? Enligt vissa källor[vilka?] var det American Morse, men helt säkert belägg för detta saknas.
- Var kravet att mottagningen skulle vara 100 procent felfri vid nedskrift, eller var det tillåtet för den tävlande att vid genomläsning efter provets slut, rätta eventuella misstag eller överhoppningar?

Rekordförsöken gjordes med nedskrift med skrivmaskin, och kan jämföras med vad en duktig maskinskrivare förmår. I maskinskrivningssammanhang brukar man ha måttet antal nedslag per 3 minuter. På handelsskolor brukar man ha en norm på 450 nedslag per 3 minuter för betyget Godkänd för nybörjare och vid skrivmaskinstävlingar brukar vinnaren nå en bit över 1000 nedslag per 3 minuter, vilket motsvarar ungefär 350 nedslag per minut eller lite över 5 nedslag per sekund. I detta mått räknas antalet nedslag, det vill säga inklusive blankstegen mellan ord, vilket de inte gör vid telegrafering. Vid rekordet ingick dock både att skriva på maskin och uppfatta ljudsignalerna och omsätta dessa till bokstäver.
Vetenskapligt gjorda försök för att utröna människans möjlighet att uppfatta korta pulser, pekar mot att det för en normalperson ligger omkring 4 millisekunder, vilket motsvarar 250 tecken per minut. Är pulståget snabbare än så uppfattar normalpersonen det som en sammanhängande knarrig ton, och har svårt höra någon skillnad på lång och kort teckendel. Det finns några tiotal individer i världen, som vid tävlingar där det gäller att avkoda anropssignaler i stigande hastighet, klarat över 1000 tecken/minut men då gäller det korta sekvenser med maximalt cirka tio tecken,

### Tonhöjd
En vanlig tonhöjd vid hörmottagning ligger omkring 500 Hz. En period av denna frekvens är 2 ms lång, vilket innebär att en teckendel i 250-takt omfattar bara 2 perioder, om frekvensen är 500 Hz. Det är värt att notera att Shannons teorem säger, att om man vill överföra en information om B bit/s, krävs att överföringskanalen har en bandbredd på minst 2B Hz. Tillämpat på praktisk telegrafering, ger detta alltså följande riktlinjer för val av tonhöjd vid mottagningen:
- Om man sänker tonhöjden ett gott stycke under 500 Hz – vilket många erfarna telegrafister föredrar, – försämras möjligheterna att tolka mycket snabb sändning
- Om man vill ta emot sändningar över cirka 250 tecken per minut, måste avlyssningstonhöjen hållas över 500 Hz.

Vidare bör man tänka på följande: Morsesignaler är i princip fyrkantpulser, men om bandbredden är liten i förhållande till pulsbredden, blir tecknet "mjukt" (lång stigtid), det vill säga det "tar tid" innan tonstyrkan ökat så mycket från noll, att örat uppfattar att signalen har dykt upp. Konsekvensen blir att hjärnan får kortare tid på sig för att tolka signalen, gränsen för högsta möjliga hastighet sjunker. En tumregel säger att för att en utsänd fyrkantpuls ska tillnärmelsevis vara fyrkantig när den ska detekteras, måste bandbredden vara minst 5 gånger pulsfrekvensen. Detta resonemang pekar mot att om man vill ta emot i, säg 300-takt (1 teckendel = 3,3 ms) bör 1 period av mottagningssignalen vara en femtedel av detta, det vill säga 0,667 ms motsvarande frekvensen 1 515 Hz; denna ton är högre än vad många telegrafister normalt använder vid mottagning.

## Tävlingar och rekord i modern tid
Vid nyare rekordförsök har internationella morsealfabetet använts och inte American Morse (som faktiskt har något högre avverkningskapacitet än internationell morse) och dessutom tillämpat PARIS-standard vid hastighetsinställningen, vilket gör att rekordvärderna inte är direkt jämförbara.
I många länder i forna östblocket, är hastighetstävlingar regelbundet förekommande, och telegrafi räknas som en idrott som inordnas under ländernas idrottsförbund.